# Jubileum

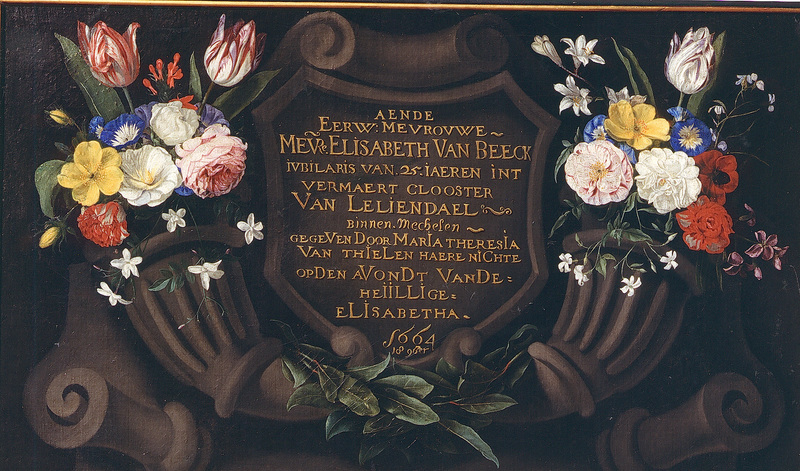
Viering van het zilveren kloosterjubileum van Elisabeth van Beeck, geschilderd door Maria Theresa van Thielen, met chronogram

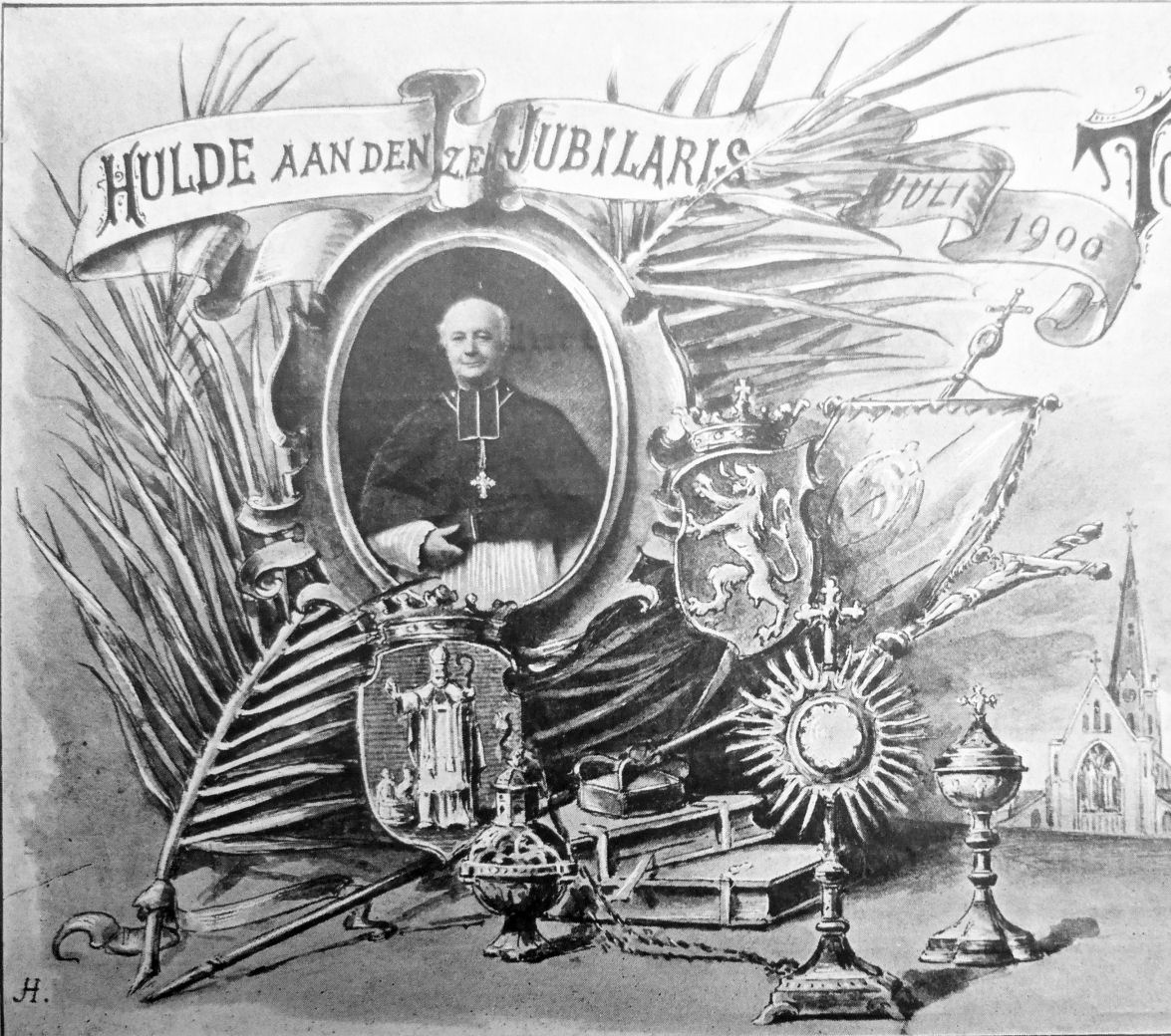
Jubelfeesten voor kanunnik Van Necke, Sint-Niklaas. Ontwerp van Jozef Horenbant

Een jubileum of jubilee is een feestelijke herdenking van een gebeurtenis, zoals een huwelijk, kloosterjubileum indiensttreding bij een bedrijf of oprichting van een vereniging of bedrijf, die een bepaalde tijd geleden is.
Bij veel bedrijven wordt aan iemand die 25 jaar in dienst is een feest aangeboden. Een tweede ambtsjubileum wordt gevierd als men 40 jaar in dienst is. Door de invoering van de VUT en het brugpensioen en de grotere wisseling van banen komen deze feesten nog maar weinig voor. Niet alleen vieren de bedrijven het jubileum van medewerkers, maar ook dat van de organisatie zelf. Het is niet ongewoon dat bedrijven al vele tientallen of zelfs honderden jaren bestaan. Vaak viert zo'n bedrijf het lange bestaan met een jubileumboek. 
Ook steden, dorpen en landen vieren eigen jubilea. De verschillende historische gebeurtenissen worden vaak op jubileumjaren (50, 100 en 1000 jaar na de gebeurtenis zelf) herdacht.

## Benamingen
Voor de verschillende jaartallen bestaan benamingen die naar een grondstof verwijzen. Over bekendste en meestgebruikte benamingen bestaat consensus: 12½ jaar is koper, 25 jaar zilver, 50 jaar is goud en 60 jaar is diamant.
De andere tijdsaanduidingen hebben soms meerdere benamingen - en sommige daarvan hebben meerdere betekenissen.